# فرودگاه اتکا
فرودگاه اتکا (به انگلیسی: Atka Airport) یک فرودگاه همگانی بهره‌برداری هوایی با کد یاتا AKB است که یک باند فرود آسفالت دارد و طول باند آن ۱۰۰۲ متر است. این فرودگاه در کشور ایالات متحده آمریکا قرار دارد و در ارتفاع ۱۷ متری از سطح دریا واقع شده‌است.

## شرکت‌های هواپیمایی و مقصدهای پروازی
| شرکت‌های هواپیمایی | مقصدهای پروازی |
| ----------------- | -------------- |
| گرنت اوییشن       | آنالاسکا       |

### Statistics
| Carrier     | Passengers (arriving and departing) |
| ----------- | ----------------------------------- |
| گرنت اوییشن | ۶۲۰(100.00%)                        |

| Rank | City             | Airport  | Passengers |
| ---- | ---------------- | -------- | ---------- |
| 1    | آنالاسکا، آلاسکا | آنالاسکا | 300        |